# Комсомольская площадь (станция метро)
«Комсомо́льская пло́щадь» — строящаяся станция Челябинского метротрамвая. Изначально проектировалась как станция метрополитена.
Станция расположена под проспектом Ленина между улицами Грибоедова и Горького. Планировалось, что вход на станцию будет осуществляться из подземных переходов на перекрёстках проспекта Ленина с улицами Грибоедова и Горького; восточный вестибюль (ул. Горького) будет соединён с платформой эскалатором, западный (ул. Грибоедова) — лестничным спуском. Станция войдёт в состав транспортного узла на Комсомольской площади, связывающего центр города с Тракторозаводским и Ленинским районами.
Станция мелкого заложения, односводная из монолитного бетона. В станционном комплексе с восточного конца станции будет сооружена совмещённая тягово-понижающая подстанция, оборотные тупики и камера съезда ветки в депо.

## Архитектурный проект
Первоначально станция планировалась колонной мелкого заложения, но затем 27 мая 2010 года главный архитектор «Метрогипротранса» Николай Шумаков представил новый проект первых станций метрополитена. Работая над ним, Николай Иванович руководствовался определёнными принципами. Он уверен, что челябинское метро станет передовым не только с точки зрения применяемых технологий, но и архитектурной мысли.
Согласно проекту, станция «Комсомольская площадь» представляет собой односводчатую конструкцию, то есть никаких опор или колонн внутри помещения не предполагается, это будет единое пространство. Потолок и стены станции снабжены специальными нишами, поверхность которых светится.
Конструкция станции аналогична конструкции станции «Тракторозаводская». Пластика свода отличается только ритмическим рисунком освещённых и не освещённых поверхностей.
Освещённые участки представляют собой кессоны, отражающие свет. Свод станции становится светильником. Для обслуживания источников света по цоколю со стороны путевой стены проходит эксплуатационная галерея. В цоколе размещается кабельный коллектор. Основным формообразующим фактором при создании архитектурного пространства станций Челябинского метрополитена является организация искусственного освещения. Проекты станций несут в себе единый принципиальный подход к решению освещения. Архитектурно-пластическое решение станций основано на использовании крупных архитектурных элементов (таких, как свод, стена, пилон) в качестве отражателей или рассеивателей света. При этом номинальные источники света имеют вспомогательное значение.

## Строительство
Станция строилась открытым способом с 2006 года. Длина котлована — 200 м, глубина — от 16 до 22. Окончание строительства котлована запланировано на 2009 год год.
К ноябрю 2007 года сооружён правый перегонный тоннель от электродепо до станции. С ноября на станции находилась камера модернизации, в которой ТПК «Ловат» прошёл капитальный ремонт и был переоборудован для работы с железобетонными тюбингами; после завершения модернизации 8 августа 2008 года ТПК «Ловат» продолжил проходку тоннеля в западном направлении, к станции «Площадь Революции». На начало 2009 года запланировано продление котлована до ул. Рождественского, в котором будут построены оборотные тупики и камеры съезда для ответвления в депо. На время строительства планировалось продление объезда по проспекту Ленина (по состоянию на 2011 объезд построен, но закрыт) и перенос трамвайных путей (перенесены ближе к зданиям чётной стороны проспекта Ленина). Планировалось, что отделочные работы на станции начнутся не ранее 2009 года.
В 2006 году жители домов, расположенных рядом со станцией, выражали недовольство её строительством.
В 2010 году принято решение строить станцию по изменённому проекту, предложенному Николаем Шумаковым.
В конце 2011 года завершено строительство станции «Комсомольская площадь» в конструкциях (без отделки), а также примыкающих вестибюлей.

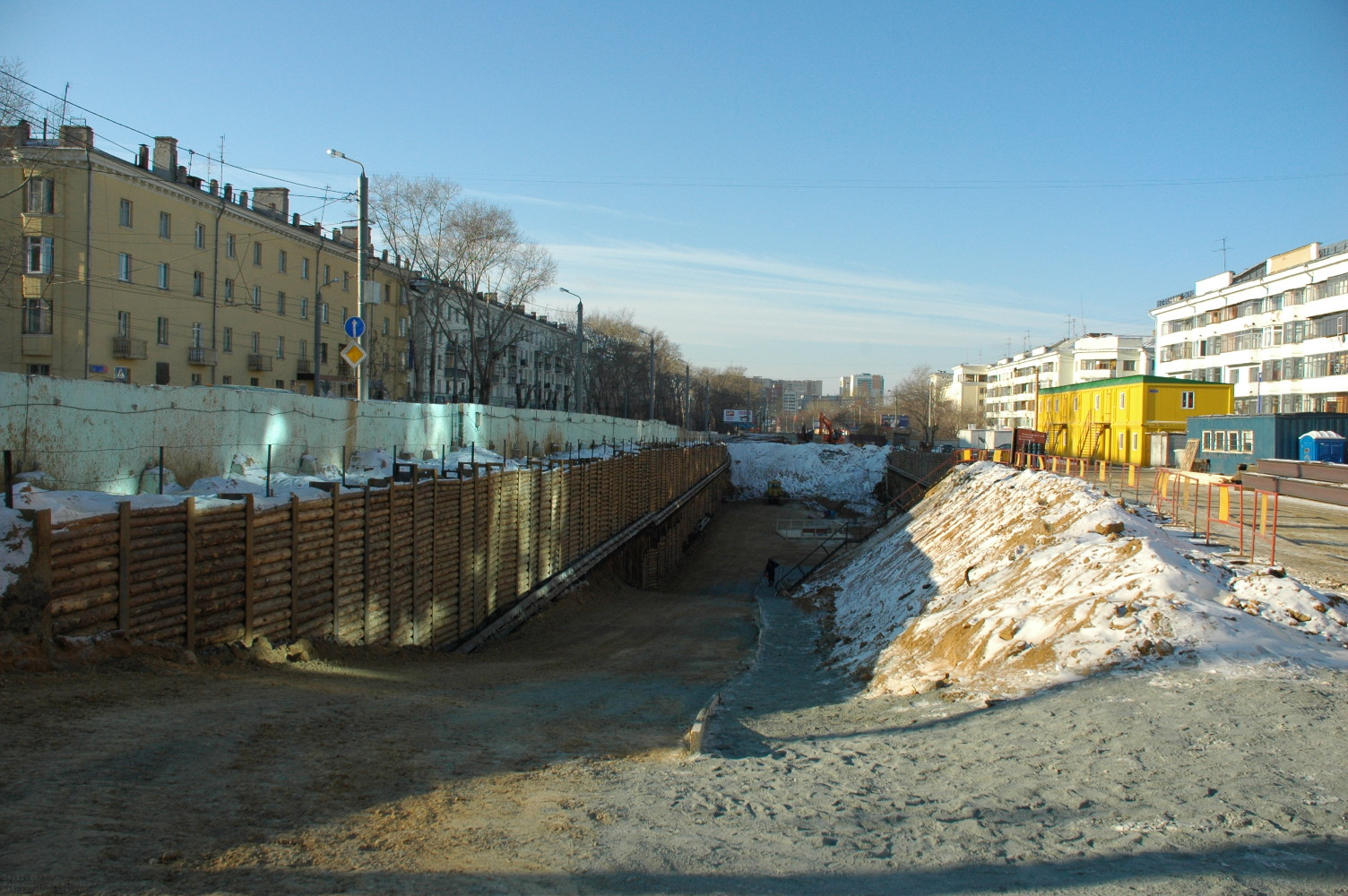
Котлован на месте станции